# Ложки (Московская область)
Ложки́ — деревня в Московской области России. Входит в городской округ Солнечногорск.

## География
Деревня Ложки расположена на северо-западе Московской области, в центральной части городского округа Солнечногорск, на Ленинградском шоссе М10, примерно в 31 км к северо-западу от Московской кольцевой автодороги и 13 км к юго-востоку от станции Подсолнечная города Солнечногорска (по дорогам — около 19 км).
В 2,5 км юго-восточнее деревни проходит Московское малое кольцо А107, в 2 км к северо-востоку — трасса М11, в 3,5 км к западу — пути главного хода Октябрьской железной дороги. Ближайшие населённые пункты — деревня Есипово и посёлок Майдарово.
По состоянию на 2019 год деревня Ложки включает в себя территорию три жилых микрорайона (Военный городок, Русиновка, Связист), четыре садоводческих товарищества (Лесной поселок, Ложки, Русиновка, Связист), одну промышленную зону (Индустриальный парк «Есипово»). В деревне имеется две улицы — Центральная и Молодёжная.

## Население
| 1852  | 1859  | 1890  | 1899 | 1926 | 1966 |
| ----- | ----- | ----- | ---- | ---- | ---- |
| 54    | ↘43   | ↗137  | →137 | ↗247 | ↘212 |
| 1998  | 2002  | 2010  |      |      |      |
| ↗2278 | ↘1437 | ↗2141 |      |      |      |

## История
Название от ложок, небольшой лог, по месту расположения деревни.
В середине XIX века деревня принадлежала князю Сергею Яковлевичу Несвицкому (см. Несвицкие).
С 1994 до 2006 гг. деревня входила в Пешковский сельский округ Солнечногорского района.
С 2005 до 2019 гг. деревня включалась в Пешковское сельское поселение Солнечногорского муниципального района.
С 2019 года деревня входит в городской округ Солнечногорск, в рамках администрации которого относится с территориальному управлению Пешковское.

## Образовательные организации
Профессиональные образовательные организации:
- Государственное бюджетное профессиональное образовательное учреждение Московской области "Колледж Подмосковье", корпус №2.[18]

Средние общеобразовательные организации:
- Муниципальное бюджетное общеобразовательное учреждение Ложковская средняя общеобразовательная школа.[19]

Дошкольные общеобразовательные организации:
- Муниципальное бюджетное дошкольное общеобразовательное учреждение "Детский сад № 9".[20]
- Муниципальное бюджетное дошкольное общеобразовательное учреждение "Детский сад № 24".[21]

## Культурные сооружения
На территории деревни Ложки расположен центральный сельский дом культуры "Ложки".

## Отражение в культуре
Деревня Ложки (вместе с находящейся неподалёку деревней Пешки упоминается в шуточной детской песне Юрия Туриянского на слова Владимира Приходько «Кошки-мышки».